# 2955 Newburn
2955 Newburn este un asteroid din centura principală, descoperit pe 30 ianuarie 1982 de Edward Bowell.